# Обичам Люси
„Обичам Люси“ (на английски: I Love Lucy) е американски телевизионен ситком излъчван по „Си Би Ес“ от 1951 г. до 1957 г. Шоуто е създадено от Джес Опенхаймър, с главни актьори Люсил Бол и Деси Арнас, и подържащи Вивиан Ванс и Уилям Фроули. Сюжетът на сериала е центриран около фигурата на Люси Рикардо (Бол) – домакиня от средната класа в Ню Йорк, която живее заедно със своя съпруг Рики Рикардо (Арнас), бендлидер в нощен клуб и водещ на собствено телевизионно шоу. Всеки епизод проследява нелепите и забавни опити на Люси да вземе участие в шоуто на Рики или да пробие в шоубизнеса. Тяхно приятелско семейство и съседи са Етъл (Ванс) и Фред Мерц (Фроули), чести участници в плановете и игрите на Люси. След края на сериала през 1957 г., преработена версия на шоуто продължава още три сезона, придружени с 13 специални епизоди по един час. Първоначално продължението е познато като „Шоуто на Люсил Боу и Деси Арнас“, а по-късно подновено под името „Комедийният час на Люси и Деси“.
„Обичам Люси“ е най-гледаемата телевизионна програма в Щатите за четири от своите шест сезона и първата, която свършва своето излъчване на върха на рейтинга „Нилсън“ (постижение по-късно достигнато само от сериалите „Шоуто на Анди Грифит“ през 1968 г. и „Зайнфелд“ през 1998 г.) Към 2011 г. „Обичам Люси“ е излъчван в десетки други страни по света. Сериалът остава популярен сред американската публика години, спечелил повече от 40 милиона зрители. Оцветената версия на коледния епизод привлича повече от 8 милиона зрители, когато Си Би Ес го излъчва в праймтайма през 2013 г., 62 г. след премиерата на шоуто. Оттогава Си Би Ес пуска два или три епизода всяка година, един на Коледа и друг пролетта.
Сериалът е първата телевизионна програма със сценарий, снимана на 35 мм лента пред публика в студио. Кинооператор е Карл Фройд. „Обичам Люси“ печели пет награди „Еми“ и редица други номинации и признания. Това е първото шоу, в което участва асамблея от актьорски състав. Често сериалът е определян за един от най-добрите и най-влиятелни ситкоми в историята. През 2012 г. е включен в класацията „Най-добрите телевизионни шоута“ според проучване, проведено от „Ей Би Си Нюз“ и списание „Пийпъл“.

## Концепция
Първоначално действието на сериала се развива в жилищна сграда в Ню Йорк. „Обичам Люси“ се върти около заглавния персонаж Люси Рикардо (Люсил Бол), която е съпруга на певеца и лидер на оркестър Рики Рикардо (Деси Арнас). Тяхно приятелско семейство са наемателите Фред Мерц (Уилям Фроли) и Етел Мерц (Вивиан Ванс). По време на втория сезон Люси и Рики се сдобиват със син Рики Рикардо Джуниър, наричан още Малкия Рики, чийто раждане е нагласено с истинското рождение на сина на Бол – Деси Арнас Джуниър.
Люси е наивна, но амбизициозна домакиня, която има желание за слава и кариера в шоубизнеса. Нейните опити да пробие в развлекателната индустрия винаги докарват нея и съпруга ѝ в беди. Най-добрите приятели на семейство Рикардо – Етел и Фред Мерц, често участват в плановете за успех на Люси. Семейство Мерц са бивши артисти във водевил, което още повече подклажда мечтите на домакинята. Люси е представена като изпълнител, лишен от всякаквъм музикален усет и всяко нейно изпълнение завършва катастрофално. Единствената песен, която Люси може да изпълнява е нестандартна версия на популярната английска песен „Glow-Worm“, изсвирена на саксофон. Люси не е напълно бездарна, тя проявява качества на добър танцьор и приличен певец. Освен това два пъти ѝ е предлагано договор за учестие в телевизионно предаване и филм – първото предложение е в епизода „Прослушването“, когато заменя пострадалия клоун в изпълнението на Рики; другият случай е в Холивуд, когато Люси танцува в полза на благотворителност с изкуствен манекен на Рики.
Шоуто дава възможност на Бол да разкрие в най-широк спектър своите значителни умения за клоунада и физическа комедия. Развитието на персонажа не е от основен фокус в ранните американски ситкоми, така че малко се знае за заглавния персонаж в началото. Не много епизоди споменават, че Люси е родена в Джеймстаун, Ню Йорк (родното място на Люсил Бол). По-късно е корегирано на Западен Джеймстаун. Люси завършва гимназията „Джеймстаун“. Нейното моминско име е Макгилакуди (което посочва шотландска или ирландска етническа принадлежност, поне от страна на бащата, въпреки че веднъж тя самата споменава, че баба ѝ била шведка – в Джеймстаун има има значителна общност от шведи и ирландци). Люси се среща с Рики за първи път на круиз с лодка с неин приятел, организирана в агенцията, в която тогава тя е работила. Семейството ѝ отсъства от целия сериал, като изключим няколкото появи на майка ѝ (Катерин Кард), която е представена вятърничева и винаги произнася неправилно името на Рики. Люси показва много черти, които са характерни за жените комици по това време: крие истинската си възраст, както и цвета на косата, небрежна е с парите и проявява материализъм – настаява за нови дрехи, шапки и обувки и намира непрекъснато случаи на приятелите си да каже, че тя и Рики са богати. Положитлни качества на Люси са изведени като грижовна майка, умела готвачка и предана домакиня. Като част от ролята на г-жа Рикардо е да се грижи за съпруга си, да си седи вкъщи и да и да върши семейните си задължения, докато Рики ходи на работа. По време на следвоенния период Люси си намира работа, но там тя се представя неспособна, извън домашните ѝ задължения.
Съпругът на Люси Рики Рикардо е новоизгряващ певец и бендлидер от кубински произход. Неговото търпение често е подложено на изпитание заради опитите на жена му стане част от шоубизнеса и необмислените ѝ харчове по дрехи и домашно обзавеждане. Когато е раздразнен, Рики започва да говори на бърз испански. Подобно на Люси, миналото на г-н Рикардо не е разкрито много. Майката на Рики (играна от актрисата Мери Емери) се появява в два епизода. В друга серия Рикардо споменава, че има петима братя, също така казва, че „в интерес на истината е отгледа“ от неговия чичо Алберто (той е със семейството по време на визитата им в Куба) и е завършил Университета в Хавана.
Разширеният епизод с ретроспекция от 1957 г. „Люси си прави круиз до Хавана“, част от „Шоуто на Люсил Бол и Деси Арнас“, допълват много от подробностите за това как Люси и Рики са се запознали и как Рики е дошъл в Съединените щати. Историята, поне доколкото е представена от вестникарския колумнист Хеда Хупър, проследява как двойката се среща в Хавана през 1940 г. по време на ваканцията на Люси и семейство Мерц. Въпреки че е завършил университет и владее добре английски, Рики е представен като шофьор на конска кабина, който чака своята заплата на кея, където пристигат туристи с кораб. Мъжът е нает като един от гидовете, които да придружават Люси. Двамата мигновено се влюбват. Люси случайно се запознава с популярния певец Руди Вале на круизния кораб. Тя урежда прослушване на Рики и младежът е нает да бъде част от оркестъра на Вале. С това е позволено на певеца да имигрира в САЩ със същия кораб, с който Люси и семейство Мерц се връщат към родината си. По-късно Люси твърди, че Рики свирил с Вале само една нощ, след което се прехвърлил в оркестъра на Ксавиер Кугат.
Друг епизод, който хвърля светлина върху миналото на главните песонажи е епизод 18 от четвърти сезон, озаглавен „Дон Жуан и звездите“ (1955). Между предишната серия и тази съществуват известни различия. Във второто заглавие се Люси по погрешка решава, че Рики е прекарал цялата нощ в компанията на млади изгряващи звезди, участвали във филма му, след като неговият агент Рос Елиот го е пратил на премиерата на лентата. Когато Рикардо се завръща избухва спор между него и съпругата му, в който Люси споменава, че съжелява за тази грешка, направена преди 50 г., когато Марион Стронг я е поканила на сляпа среща с кубински барабанист и тя е отвърнала „да“.
Люси обикновено е придружавана в своите начинания от нейната най-добра приятелка и съмшленик Етел Мерц. Етел е бивш модел от Албъкърки, Ню Мексико. Тя се опитва да върне предишните си славни дни, когато е била водевил изпълнител. Рики е по-склонен да включва Етел в представленията в нощния му клуб, защото за разлика от Люси тя всъщност може да пее и да танцува доста добре.
Съпругът на Етел е Фред Мерц. Той е служил в Първата световна война и е преживял Голямата депресия. Като характер е стинснат на пари, раздразнителен и сдържан. Той обаче също така има и по-мека страна, особено когато става въпрос за Малкия Рики, на когото Фред е едновременно кръстник и почетен „чичо“. Фред също може да пее и танцува и често изпълнява дуети с Етел.
Първоначално двете двойки живеят в апартаент в Манхатан с измислен адрес 623 Ийст 68-ма улица, апартамент А4. След това семействата се преместват в по-голям апратемент в Уестпорт, Кънектикът, с номер 3B (в последстви преименуван на 3D, а този на Мерц става 3B), Горен Източен Манхатън. Всъщност номерата на адрести вървят само до 500 и улицата завършва с „Ийст Ривър“.

## Актьорски състав
- Люсил Бол – Люсил Есмералда „Люси“ Макгилакуди Рикардо
- Деси Арнас – Енрике Алберто Фернандо и де Ача „Рики“ Рикардо III
- Вивиан Ванс – Етел Май Потър Мерц (други имета Етел Луис и Етел Роберта)
- Уилям Фоули – Фредерик „Фред“ Хубърт Мерц
- Ричард Кийт – Енрике Алберто Рикардо IV (Малкият Рики)
- Близнаците Майк Майър и Джо Майър – Малкият Рики като дете.
- Катрин Кард – Г-жа Макгилагуди, майката на Люси (също Мини Финч в по-ранния епизод „Интервю за списание на фенове“)
- Мери Джейн Крофт – Катя Харкорт, приятелка на Люси от училище; Евелин Бигсби (Да се завърнеш у дома от Европа) и по-късно съседката от Кънектикът Бети Рамзи.
- Франк Нелсън – различни персонажи, включително и Ралф Рамзи
- Джери Хаузнър – Джери, агента на Рики (също и Джо в „Луси прави телевизионна реклама“)
- Дорис Сингълтън – Каролин Епълбай (първоначално е с име Лилиан Епълбай, но след първата поява на Сингълтън в шоуто, продуцентите остават името Лилиан, защото звучи близко до Люси)
- Шърли Мичъл – Марион Стронг, роля, която първоначално е приета от Мардж Лист.
- Елизабет Патърсън – Г-жа Матилда Тръмбул (също и Г-жа Уилоубай в ранния епизод „Брачен договор“)
- Чарли Лейн – различни персонажи.
- Барбара Пепър – различни персонажи.
- Ийв Маквий – Роберта, фризьорката на Люси.
- Боб Джелисон – поколото Боби (Епизодите от Холивуд)
- Мери Уикс – Мадам Ле Монд, учителя по балет на Люси.

Гейл Гордън и Беа Бенадерет, от каста с второстепенни персонажи от радиошоуто, предвестник на „Обичам Люси“, „Любимият ми съпруг“, първоначално са били замислени за ролите на Фред и Етел, но нито един от двамата не можел да приеме поради ангажименти. Гордън се появи като гост звезда в три епизода в ролята на шефа на Рики, господин Литълфийлд, и в ролята на граждански съдия в други два епизода и по-късно в едночасов специален епизод. В класическите радио години на Америка Гордън усувършенства ролите на раздразнителни и гневливи персонажи в радио комедийни програми като „Фибър Макгий и Моли“ и „Нашата Мис Брукс“. Той участва редом до Боу във всички продукти, свързани с „Обичам Люси“, а именно „Шоуто на Люси“, „Ето я и Люси“ и „Животът с Люси“. Бенедерет е гост звезда в един епизод в ролята на Мис Луис, съседка на семейство Рикардо.
Барбара Пепър (по-късно е участвала като Дорис Зифел в сериала „Зелени мили“) също е била набелязана за ролята на Етел, но актрисата има проблеми с алкохола след съмртта на съпруга си Крейг У. Рейнолдс. Тя е дългогодишна приятелка с Люсил Бол. Приятелството им датира от снимките на филма „Римски скандали“ от 19331, където девет актриси участват като момичетата на Голдуин. Пепър се появява в най-малко девет епизода на „Обичам Люси“ в малки роли.
Много от персонажите в шоуто носят имената на роднини или приятели на Люсил Бол. Пример за това е Марион Стронг – приятел на Бол и съквартирант от годините ѝ в Ню Йорк, която е отговорна и за първата среща на Люси с Деси. Лилиан Епълбай е учителка на Люси, когато тя е аматьорска продукция на сцената. Полин Лопес е приятел от детството на Бол, Фред е името на нейния брат, както и дядо ѝ. Люси и Деси имат мениджър на име г-н Андрю Хикокс и в първия епизод на четвъртия сезон със заглавие „Бизнес мениджърът“ Люси и Рики наемат човек с името г-н Хикокс.

### Основен продукционен екип
- Режисьори: Марк Даниелс (33 епизоди, 1951 – 53), Уилям Ашър (101 епизода, 1952 – 57), Джеймс В. Керн (39 епизода, 1955 – 57)
- Продуценти: Джес Опенхаймър (153 епизода, 1951 – 56), Деси Арнас (изпълнителен продуцент – 124 епизода, 1953 – 56; продуцент – 26 епизода, 1956 – 57)
- Сценаристи: Джес Опенхаймър (главен сценарист, епизоди 1951 – 56), Медълин Пъф Дейвис и Боб Керъл Джуниър (всички сезони, включително и „Комедийният час на Люси и Деси), Боб Шилер и Боб Вайскопф (сезон 5 – 6 и „Комедийният час на Люси и Деси“)
- Музика: Уилбър Хатч (33 епизода, 1951 – 54); Елиът Даниел (135 епизода, 1952 – 57); Марко Рицо (1951 – 57)
- Оператор: Карл Фройнд (149 епизода, 1951 – 56)
- Костюми: Елоис Янсен (57 епизода, 1953 – 55)
- Монтаж: Дан Кан, Бъд Молин

## Продукция
Люсил Бол пристига в Холивуд след успешна кариера като модел в Ню Йорк. Тя е избрана от Самюел Голдуин да бъде една от 16-те Златни момичета, които да участват във филма „Римски скандали“ с тогавашната кинозвезда Еди Кентър. Бол бързо трупа участия в продукции на студиото на Голдуин, Кълъмбия Пикчърс и Ер Кей Оу Рейдио пикчърс. В последната компания тя печели постоянна работа като актриса, първо епизодични роли, а после като част от поддържащия каст. Взима участия предимно във филми регистрирани като Би-муви, което и печели прозвището „Кралица на Би-филмите“. По време на работата ѝ в Ер Кей Оу Бол натрупва репутация като актриса, която изпълнява физическа комедия и е каскади, действия избягвани от другите актьори в шоубизнеса. Това я прави търсено име в киносредите. През 1940 г. Бол се запознава с Деси Арнас, музикант от куба, който е ръководител на бенд. Той туко-що е предобил известен успех със шоуто на Бродуей „Твърде много момичета“ от 1939 до 1940 г. Ер Кей Оу купува правата за филмиране на шоуто и прави прослушване на Боу за ролята на любимата на персонажа на Арнас. Двамата актьори започват бурен романс, което води до тяхното преместване в Кънектикът през ноември 1940 г. Въпреки сключения им брак, те през повечето време са разделени, защото Бол продължава своята заетост в Холивуд, докато Дези и оркестърът му са ангажиран с участия в разлчини нощни клубове и пътувания по път.
Кариерата на Бол не търпи развитие, въприки че остава сравнително популярна за публиката, но така и не стига до главна роля във филмите. Бол получава признание от критиката с участието си във филма от 1942 г. „Голямата улица“, по разказа на американския писател Даймън Рънйон. Тя привлечена от студио „Метро-Голдуин-Майер“ и те сключват договор с нея. Ем Джи Ем включва Бол в няколко техни проекта. Комедията с Ред Скелтън от 1943 г. „Дубъри беше дама“ показва нейните качества във физическата комедия и ѝ печели прозвището „червената фурия“. По-късно Рики ще използа това прозвище за шоуто. Външният вид на актрисата е в голям контраст с нейната държане на сцена. Ем Джи Ем пробва Бол в разлчини жанрове на киното, но актьорсските ѝ заложби не блесват в следващите проекти. Студиото има трудности в нейния избор и в крайна сметка решава да не поднови договора ѝ през 1946 г.
Бол започва да работи като актриса на свободна практика, като опитва и други поприща в шоубизнеса. Преди и по време на Втората световна война тя прави няколко успешни участия в редица радио програми, включително в шоуто на Джак Хейли и програмата на бендлидера Кей Кейсър. С тези участия Бол привлича вниманието на продуцентите от Си Би Ес. Те я включват в актьорския състав на две нови половинчасови ситуационни комедии „Нашата г-жа Брукс“ и „Моят любим съпруг“. Бол избира второто заглавие, където се превъпръщава в ролята на Лиз Кугат (по-късно англицирано на Купър) – разочарована от живота съпруга на банкер от Минеаполис, която вечно плете интриги. В ролята на банкерът е Лий Баумън в пилотния епизод и в другите серии е заместен от Ричард Денинг. Шоуто е екранизация по романа „Г-н и г-жа Кугат“ от Изабел Скот Рорик. „Моята любима съпруга“ е продуциран от Джес Опънхаймър, който също пише и сценария в екип с Медълин Пъф и Боб Керъл Джуниър. Премиерата на сериала е на 23 юли 1948 г. със спонсори „Дженъръл Фудс“ и става хит по радиото. По време на излъчването на шоуто Бол взима участие в два пълнометражни филма с Боб Хоуп „Тъжният Джоунс“ от 1949 г. и „Готини панталони“ от 1950 г. Двата филма са печеливши и приветствани от критиката, което запазва мястото на Бол като един от най-класовите комедианти. Те също така вдигат популярността на актрисата и осигуряват по-нататъшната ѝ работа с Си Би Ес.